# Pagwachuan Lake
Der Pagwachuan Lake ist ein See im Thunder Bay District in der kanadischen Provinz Ontario.

## Lage
Der See liegt 40 km östlich von Longlac. Er hat eine Längsausdehnung von 15 km, eine maximale Breite von 3,5 km sowie eine Fläche von 25,9 km². Der See ist gegliedert in ein südwestliches Hauptbecken sowie einer langgestreckten schmalen Bucht im Nordosten, an deren Ende der Pagwachuan River abfließt. Der See besitzt keine nennenswerte Zuflüsse. Der im Bereich des Kanadischen Schilds gelegene See liegt auf einer Höhe von 280 m. Die maximale Wassertiefe beträgt 59 m. 
Der Ontario Highway 11 verläuft unweit des nördlichen Seeufers. Der Ontario Highway 625 passiert die Siedlung Caramat etwa 8 km südlich des Sees.

## Seefauna
Im Pagwachuan Lake kommen folgende Fischarten vor: Amerikanischer Seesaibling, Glasaugenbarsch, Hecht, Amerikanischer Flussbarsch, Heringsmaräne, Bachsaibling, See-Stör und Quappe. 